# Kamenica (żupania kopriwnicko-kriżewczyńska)
Kamenica – wieś w Chorwacji, w żupanii kopriwnicko-kriżewczyńskiej, w gminie Sokolovac. W 2011 roku liczyła 17 mieszkańców.